# Peacock Theater

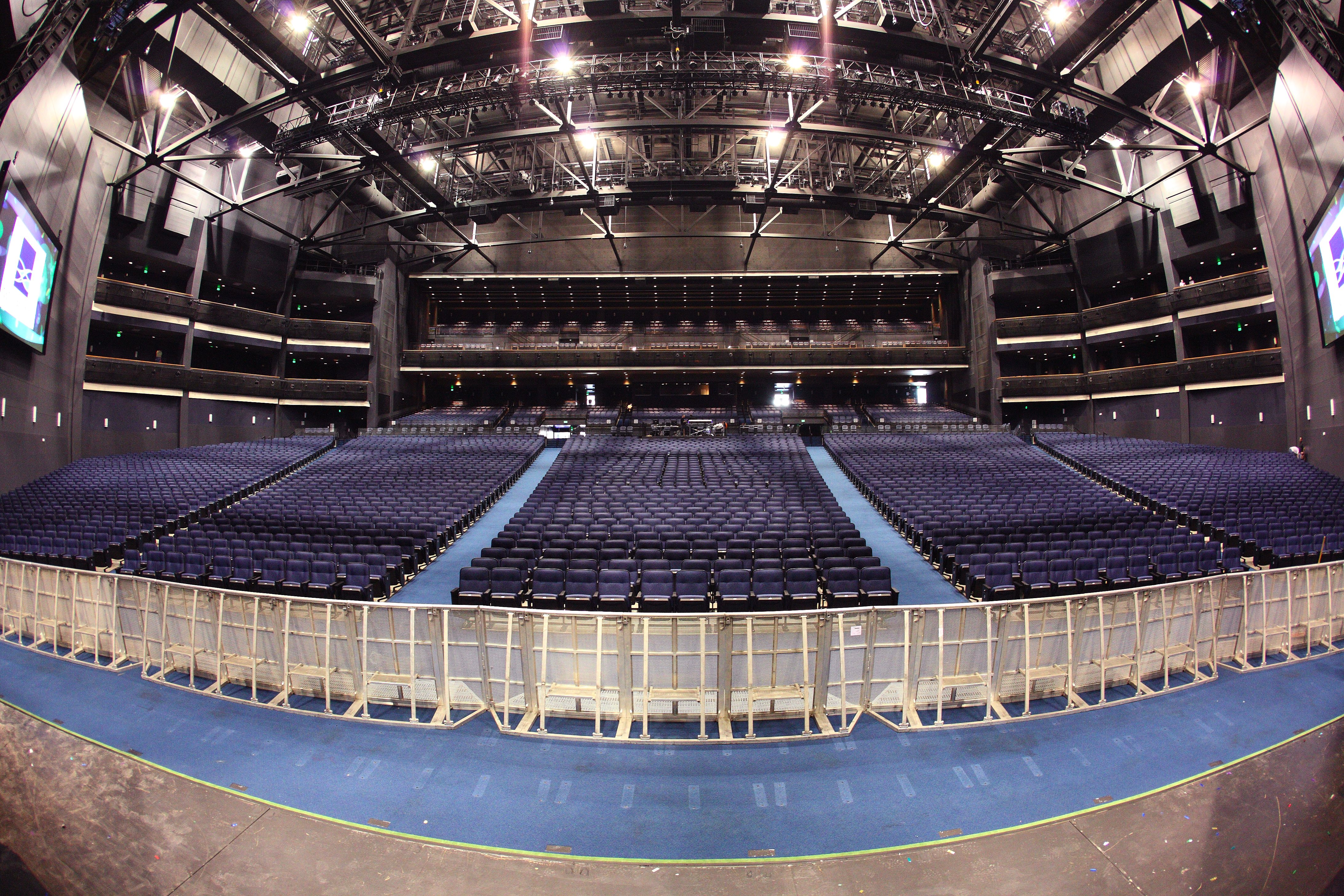
Microsoft Theater aus Bühnensicht

Das  Peacock Theater (zuvor Microsoft Theater, Nokia Theatre L.A. Live) ist ein Veranstaltungsort für Musik und Theater im innerstädtischen Entertainmentkomplex L.A.Live von Los Angeles, Kalifornien. Es wird vom US-amerikanischen Softwarekonzern Microsoft gesponsert. Der Theatersaal bietet Platz für 7100 Personen und besitzt eine der größten Indoor-Bühnen in den Vereinigten Staaten.

## Geschichte
Das Peacock Theater (ursprünglich Nokia Theatre) wurde von ELS Architecture and Urban Design in Berkeley, Kalifornien, im Auftrag der Anschutz Entertainment Group (AEG) im Jahr 2002 entwickelt. Es wurde am 18. Oktober 2007 mit Konzerten der Eagles und der Dixie Chicks eröffnet.
Im Juni 2015 erfolgte eine erste Umbenennung der Halle im Rahmen der Übernahme der Nokia-Mobilsparte von Microsoft in Microsoft Theater – seit Juni 2023 lautet der Name Peacock Theater.

## Veranstaltungen (Auswahl)

### Preisverleihungen
Das Peacock Theater war Austragungsort mehrerer Preisverleihungen. So ist es seit 2007 Veranstaltungsort für die American Music Awards und seit 2008 der ESPY-Awards und der Emmy-Awards. Als Gastgeber für die MTV Video Music Awards 2010 und 2011 fungierte das Nokia Theatre ebenso, wie für die The GRAMMY Nominations Live-Konzerte der Jahre 2008 und 2011, bei denen die Nominierungen für die Grammy Awards bekanntgegeben wurden. Die Verleihung der Grammys erfolgte im gegenüberliegenden Staples Center.
Seit 2010 ist das Peacock Theater auch Veranstaltungsort der People’s Choice Awards und seit 2013 der BET Awards.

### Konzerte
- Am 2. Juli 2001 gab Hatsune Miku mit dem Konzert MIKUNOPOLIS in Los Angeles im Rahmen der Anime Expo im Peacock Theater ihr US-Debüt.[6] Das Konzert wurde live auf Nico Nico Douga übertragen.
- Am 8. Dezember 2007 nahm John Mayer das Livealbum und den Konzertfilm Where the Light Is: John Mayer Live in Los Angeles während seiner Promotiontour zu seinem dritten Album Continuum auf.
- Am 28. März 2009 gab Prince drei Konzerte an diesem Tag, die alle ausverkauft waren.
- Am 18. April 2013 fand im Peacock Theater die Veranstaltung der 28. Annual Rock-and-Roll-Hall-of-Fame-Einführung statt.[7]
- Am 14. Juni 2014 gastierte der italienische Komponist und Dirigent Ennio Morricone zusammen mit dem 200-köpfigen Roma Sinfonietta Orchestra und Chor.[8]

Zudem wird das Peacock Theater als Veranstaltungsort seit der siebten Staffel für das Finale von American Idol genutzt.

### Messen
Nintendo nutzt das Theater während der E3 für Pressekonferenzen. Nintendo kündigte an, dass man im Umfeld der E3 2014 im Peacock Theater ein Super-Smash-Brothers-Turnier veranstalten wollte. Zu diesem Turnier sollten 16 „hochqualifizierte“ Spieler eingeladen werden, die vor den Fans spielen und gleichzeitig mittels Online-Stream weltweit zu sehen sein sollten.